# Sztojcso Mladenov
Sztojcso Dimitrov Mladenov (bolgárul: Стойчо Димитpoв Младенов, Ploszki, 1957. április 12. – ) bolgár válogatott labdarúgó, csatár és edző.

## Pályafutása

### Klubcsapatban
1975-ben kezdte a pályafutását a Dimitrovgrad csapatában. 1976-tól 1979-ig a Beroe Sztara Zagora együttesében szerepelt. Az 1977–78-as szezonban a bolgár bajnokság legeredményesebb játékosa volt 21 találattal. 1980 és 1986 között a CSZKA Szofiját erősítette, melynek színeiben négy bajnoki címet (1980, 1981, 1982, 1983) szerzett és két alkalommal nyerte meg a bolgár kupát (1983, 1985). 1983-ban az év labdarúgójának választották Bulgáriában. 1986-ban Portugáliába szerződött a Belenenses együtteséhez, mellyel 1989-ben megnyerte a portugál kupát. 1989 és 1991 között a Vitória Setúbal labdarúgója volt. 1991 és 1993 között az Estoril Praia együttesében játszott játékosedzőként. 1994-ben az SC Olhanense színeiben fejezte be a pályafutását.

### A válogatottban
1978 és 1988 között 59 alkalommal szerepelt a bolgár válogatottban és 15 gólt szerzett. Részt vett az 1986-os világbajnokságon.

### Edzőként
1991 és 1993 között az Estoril Praia, 1993 és 1995 között a Olhanense csapatát irányította játékosedzőként. 1997-ben a Belenenses szakmai munkájáért felelt. 2000-ben kinevezték a bolgár válogatott szövetségi kapitányának, de nem sikerült kijuttatni a nemzeti csapatot a 2002-es világbajnokságra. A 2002–03-as szezonban a CSZKA Szofija vezetőedzőjeként bajnoki címet szerzett. 2004-ben a Litex Lovecs csapatát edzette. 2005 és 2006 között Görögországban dolgozott. A 2007–08-as idényben újabb bajnoki címig vezette a CSZKA Szofiját. 2008 és 2009 között a szaúdi El-Áhlít edzette. 2009 és 2011 között Egyiptomban az ENPPI SC vezetőedzője volt. 2012-ben ismét a CSZKA Szofija csapatánál vállalt munkát, ahol a vezetőedzői posztot 2015 márciusáig töltötte be. 2016-ban a kazah Atiraut irányította. 2017 és 2020 között a Kajszar FK edzője volt, mellyel 2019-ben megnyerte a kazah kupát. A 2021–22-es idényben ismét a CSZKA Szofija csapatát irányította vezetőedzőként.

## Sikerei, díjai

### Játékosként
CSZKA Szofija
- Bolgár bajnok (4): 1979–80, 1980–81, 1981–82, 1982–83
- Bolgár kupagyőztes (2): 1982–83, 1984–85

CF Os Belenenses
- Portugál kupagyőztes (2): 1988–89

Egyéni
- A bolgár bajnokság gólkirálya (1): 1977–78 (21 gól)
- Az év bolgár labdarúgója (1): 1983

### Edzőként
CSZKA Szofija
- Bolgár bajnok (2): 2002–03, 2007–08

Kajszar FK
- Kazak kupagyőztes (1): 2019